# A Band Apart
A Band Apart foi uma empresa de produção cinematográfica criada por Quentin Tarantino e Lawrence Bender. Seu nome é uma brincadeira com o clássico da nouvelle vague francesa Bande À Part ("Bando de Estrangeiros") do cineasta Jean-Luc Godard, cujo trabalho foi extensivamente influente no dos membros da companhia.
Graças em parte à popularidade dos filmes de Quentin Tarantino e Robert Rodriguez, a companhia obteve rapidamente seu status cult em Hollywood. Em sua crítica sobre os 100 melhores filmes de todos os tempos, a Time afirma que Pulp Fiction "é (sem dúvida) o filme americano mais influente dos anos de 1990.".
No verão de 1995, A Band Apart criou uma divisão para produção de videoclipes e produções comerciais, somando um terceiro co-proprietário, Michael Bodnarchek.
O logotipo da empresa era uma imagem estilizada dos ladrões de Reservoir Dogs, filme de estreia do membro da A Band Apart Quentin Tarantino. Logo, várias entidades legais dentro da empresa receberam o nome dos personagens do filme. Mr. Pink LLC era o nome da divisão de produções de videoclipes, e Mr. Brown LLC era o nome da divisão de produções comerciais.
Entre os membros, estava Quentin Tarantino, Robert Rodriguez, John Woo, Tim Burton, Steve Buscemi, Darren Aronofsky, John Landis, Joseph McGinty Nichol, Nigel Dick, Andy Dick, Marcel Langenegger, Wayne Isham, Scott Gillen, Coodie & Chike, Osbert Parker, Chris Applebaum, Luc Besson, Adam Christian Clark, André 3000, Michael Palmieri, e Moses.

## Filmes e shows de televisão produzidos
- Pulp Fiction (1994)
- The Whiskey Heir (1995)
- White Man's Burden (1995)
- Four Rooms (1995)
- Curdled (1996)
- From Dusk Till Dawn (1996)
- Jackie Brown (1997)
- Metallica: Cunning Stunts (1998)
- From Dusk Till Dawn 2: Texas Blood Money (1999)
- Debtors (1999)
- From Dusk Till Dawn 3: The Hangman's Daughter (2000)
- Stark Raving Mad (2002)
- Lost in Oz (2002)
- When Incubus Attacks (2002)
- Kill Bill (2003, 2004)
- Voces Inocentes (2004)
- Build or Bust (TV, 2005)
- Inglourious Basterds (2009)

## Encerramento da companhia
A Band Apart fechou em junho de 2006. Os trabalhos cinematográficos agora passam por outra empresa de propriedade de Lawrence Bender, Lawrence Bender Productions. Alguns dos membros da A Band Apart agora fazem parte da Holmes Defender of the Faith, cujas práticas são em maior parte a criação de videoclipes e comerciais de televisão. Holmes Defender of the Faith foi fundada pelo ex-diretor de gerência da A Band Apart Jeff Armstrong. Os membros da A Band Apart que passaram para a Holmes Defender of the Faith são Andy Dick e Marcel Langenegger. Embora a companhia seja creditada como o estúdio do filme de 2009 Inglourious Basterds, não se sabe ao certo se a companhia foi reformada especialmente para a produção deste filme.